# Джена, Мохан
Мохан Джена (англ. Mohan Jena; 14 июля 1957 — 12 декабря 2022) — индийский политик, депутат 14-й Лок сабхи. Он представлял избирательный округ Джаджпур в штате Одиша и был членом политической партии Биджу Джаната Дал. В марте 2019 года он присоединился к партии Бхаратия Джаната в присутствии Дхармендры Прадхана и Аруна Сингха.
Джена умер 12 декабря 2022 года в возрасте 65 лет.